# Catí
Catí település Spanyolországban, Castellón tartományban. Catí Albocàsser, Ares del Maestrat, Morella, La Salzadella, Sant Mateu, Tírig, Vilar de Canes és Xert községekkel határos. Lakosainak száma 760 fő (2024).

## Népesség
A település népessége az elmúlt években az alábbi módon változott:
| Lakosok száma | 866  | 853  | 869  | 859  | 850  | 787  | 779  | 721  | 714  | 760  |
|               | 2001 | 2004 | 2006 | 2009 | 2011 | 2014 | 2016 | 2019 | 2021 | 2024 |